# Rapoldipark
Rapoldipark är en park i Österrike.   Den ligger i förbundslandet Tyrolen, i den västra delen av landet, 400 km väster om huvudstaden Wien. Rapoldipark ligger 581 meter över havet.
Terrängen runt Rapoldipark är huvudsakligen bergig, men den allra närmaste omgivningen är kuperad. Rapoldipark ligger nere i en dal. Runt Rapoldipark är det tätbefolkat, med 319 invånare per kvadratkilometer.. Närmaste större samhälle är Innsbruck, 0,95 km väster om Rapoldipark. 
Runt Rapoldipark är det i huvudsak tätbebyggt.